# Pavel Lukeš
Pavel Lukeš (4. července 1944 Nýřany – 18. října 2021) byl český moderátor, scenárista, dramaturg a spisovatel.
Jeho otec byl novinářem v plzeňském deníku Pravda. S moderováním začal Pavel Lukeš již v 17 letech v Měšťanské besedě v Plzni, kde rovněž vymýšlel kvízové soutěže. Později pracoval v plzeňském Československém rozhlase. Moderoval soutěžní pořady jako Šest ran do klobouku nebo Dva z jednoho města, jejichž byl rovněž spoluautorem. Poté, co Lukeše Československá televize v roce 1987 propustila, vytvořil kočovnou skupinu a s pořadem Šest ran do klobouku objížděl republiku. Pro TV Barrandov připravoval pořad Česká tajenka, jehož byl rovněž hlavním supervizorem, pro TV Prima soutěž Bubo bubo.